# Pacu
Pacu är den vardagliga benämningen på flera sötvattenlevande och allätande fiskar inom underfamiljen serrasalminae som lever i Sydamerika, och som är nära besläktade med pirajan. De har även inplanterats till Papua Nya Guinea, för att utöka fiskeekonomin. I Papua Nya Guinea saknas dock den vegetation som de lever av i Sydamerika, vilket har gjort att de jämfört med de sydamerikanska fiskarna har en större del kött i sin föda. Dessutom har den inplanterats och fått en livskraftig population i Mekong. Även i Nordamerika påträffas den emellanåt, då oftast efter att den olagligt släppts ut från akvarier. I Europa har den påträffats två gånger, en gång i Polen och senast 2013 i Öresund vid den danska kusten. I augusti 2017 påträffades ett exemplar i Motala Ström. 
Jämfört med pirajor är de mindre aggressiva och är huvudsakliga växt-, nöt- och fiskätare.

## Systematik
Det vardagliga namnet pacu brukar vanligtvis syfta på fiskar i följande släkten:
- Colossoma
- Metynnis
- Mylesinus
- Mylossoma
- Ossubtus
- Piaractus
- Tometes
- Utiaritichthys